# ツインカム (お笑いコンビ)
ツインカムは、かつて吉本興業東京支社で活動していたお笑いコンビ。1993年結成。2001年8月解散。
本項では、ツインカム解散後にピン芸人・俳優・放送作家として活動中の島根定義についても触れることにする。

## メンバー
- 島根 定義（しまね さだよし、1973年11月8日（51歳）- ）: ボケ担当

埼玉県川口市出身。O型。既婚者であり、二人の子供がいる。
コンビ時代は「定子」という奇妙な女キャラをよく演じて、人気を博していた。
ツインカム結成前は、農協で1年ほど社会人として働いていた。
一時期は「島根さだよし」と名乗り、ピン芸人としてライブ等のMCを務めている傍らで俳優としても活動していた。
2009年頃から演劇の作・演出、イベント・TVなどの作家としての活動に関わる等、幅広く活動をしている。
コンビを解散し吉本興業を退社後、一時期ソニーミュージックアーティスツに所属していた。
2021年現在、「たけしが認めた若手芸人ビートたけし杯『お笑い日本一』」の構成を担当するなど、裏方での活動が主体となっている。
2022年、発起人として芸歴15年以上の芸人が参加可能な賞レース「G-1グランプリ」を立ち上げた。
2023年8月、島根・高倉陵（三拍子）・佐々木優介（磁石）・ムートン伊藤（元ムートン）・岡安章介（ななめ45°）・和賀勇介（元トップリード）の6名でスーパー銭湯パフォーマンスユニット「強烈」を結成し、現在は浅草東洋館・多摩境天然温泉「森乃彩」を拠点に月1ペースで公演を行っている。
- 森永 秀康（もりなが ひでやす、1973年11月19日（51歳）- ）: ツッコミ担当

埼玉県鳩ヶ谷市（現・川口市）出身。A型。
学生時代は体操部に所属しており、筋肉美・肉体派芸人のはしりであった。
2022年、G-1グランプリ公式YouTubeチャンネルにておよそ21年振りにコンビ揃ってのメディア出演を果たした。

## 概要
1993年結成。吉本バッタモンクラブのオーディションを経て、吉本興業入り。本来はNSC大阪校11期と同期となるが「お前ら若いんだから、銀座7丁目劇場の奴らと同期で良いだろ」という加藤浩次（極楽とんぼ）の鶴の一声から、翌年に吉本入りしたロンドンブーツ1号2号やペナルティなどの周りの後輩が皆タメ口になったという。
初期の爆笑オンエアバトルで活躍し、2000年3月放送の第2回チャンピオン大会で準優勝、通算負け無しの10連勝を記録。また、銀座7丁目劇場が開館して最初に単独ライブを行い、さらに東京吉本所属の芸人として初めて公式ファンクラブが設立されるなど活動は順風満帆に見えたが、2001年初頭に森永が事務所へ直接解散の意向を申し入れる。その旨を後から担当マネージャーに電話で伝えられた島根はコンビとして活動を続けたかった為に森永を説得し、また当時ツインカムのファンクラブが設立されて間も無かった影響から事務所からも説得され一旦保留となるも、同年8月開催のファンクラブイベントをもって解散。
後に、島根がコンビの方向性やネタ作りなどで主導権を握る事が多くなり、次第にコンビ間で擦れ違いが生じてしまった事を振り返っている。

## 解散後
森永は芸能界を引退し、島根は吉本興業を退社。その後フリーとなった島根は、マッコイ斎藤にバーのアルバイトを紹介して貰ったり、吉本の退社を耳にした同業者らの伝でレギュラー番組が3本ほど決まり、ラジオ番組やテレビの深夜番組などに出演していた。その傍らでシアターDの支配人から若手ライブの司会を依頼され、当時フォークダンスDE成子坂を解散しピンで活動していた村田渚と共に月一開催ライブ「なりあがり」のMCを担当する事になる。二人で居酒屋でネタを作り、あるクリスマスに開催した同ライブの中でMCの合間にコントを披露したりもしていた。
ある日、島根は村田から「本気で組まへんか？」と真剣にコンビ結成の話を切り出されるが、当時役者志向になりつつあった島根はちょうど役者事務所への所属が決まってしまっていた影響から自由に身動きが取れず、誘いを渋々断る事となってしまう（後に、村田は2005年5月に元坂道コロンブスの松丘慎吾とコンビ「鼻エンジン」を結成）。以降も村田との交流が続いていた島根は「渚さんはやっぱりコントの人です。大会を目指すわけじゃ無くてもライブでコントやって行きましょう」と声をかけ、K-PRO代表の児島気奈と共にコントライブを企画（当時、キングオブコントの様なコント専門の賞レースは開催されていなかった）。しかし、2006年11月始めのライブ終わりにその企画の打ち合わせをしようとした矢先、村田は充血で目が真っ赤な状態で頭痛を訴えており、島根はその場ですぐに病院へ行く事を勧めたが、その約一週間後に村田がクモ膜下出血で急逝。
島根は村田の葬儀に三重まで足を運び、その場に居合わせていた桶田敬太郎に泣きながら村田とコントをやる予定だった事を打ち明けると、「それ実現しなよ」という桶田の一声から2008年に千川BeachVにてドロンズ石本（元ドロンズ）・お宮の松（元北京ゲンジ）・響・カンカン（現TOKYO COOL）らと共にコントライブ「ちゅにっく。」を計3回ほど開催する。その頃に当時鼻エンジンなどのマネージャーを担当していた平井精一に声をかけられ、2年ほどソニー・ミュージックアーティスツに在籍した。
その後、島根は芝居に興味を持っていた事から舞台役者となるが周囲から「お前はやっぱり芸人だ」と言われ、笑いに拘る芝居を作り始める。2011年から舞台の作・演出をするようになり、2012年は9本の作品を手がけた。舞台を手がけるうちに自分のやりたい方向が定まり、どうにか自分の描く舞台を形にしたく2013年7月に「しまぁ〜ん共和国」を旗上げし、2018年まで本公演10回を含む合計17回の公演を行った。
2011年5月14日、森永を含んだスペシャルゲストを迎え「祝 ツインカム解散10周年コントライブ『BETA』」を開催。2012年1月15日には、正真正銘2人きりによる単独ライブ「5割減」を開催。2014年3月21日には「ツインカム2年振りライブ『I'll be back～賞レースへの道～』」を開催した。
2022年、G-1グランプリ公式YouTubeチャンネルにて島根が成島敏晴（元チープスープ）を介して飛び込みで森永に「コントをやらないか」と直談判。森永からの承諾は得られなかったものの、ツインカムのコント「旅館」の冒頭部分のくだりを即興で披露した。

## 出演

### ツインカム時代

#### 出演番組
- 爆笑BOOING（関西テレビ）
- DABO銀（テレビ朝日）
- 素っ裸高原（テレビ埼玉）
- ガッチャ7（テレビ埼玉）
- 急性吉本炎（TBSテレビ）
- ブレイクもの!（フジテレビ）
- 爆笑オンエアバトル（NHK総合） 戦績10勝0敗 最高509KB
  - 第2回チャンピオン大会 決勝2位
  - 第3回チャンピオン大会 セミファイナル10位敗退
  - 2014年3月にハリガネロックが解散するまで、勝率10割のまま解散したコンビとしては最高勝利数であった。
- 新しい波8（フジテレビ）
- くさなぎ署の刑事（テレビ静岡）静岡地域のみ放送
- 激マジ!!〜ティーンのホンネ〜（テレビ朝日）

### 島根定義
※いずれもツインカム解散後の出演。

#### 出演番組
- ロケットボーイズ（テレビ東京）
- おねがい!マスカット ナレーション（テレビ東京）
- 激すれすれガレッジセール  ナレーション（TBSテレビ）
- 深夜の星（TBSテレビ）
- 怪談新耳袋（TBSテレビ）
- 阪神淡路大震災十年特番「悲しみを勇気にかえて」（MBS）
- ニッポン人が好きな100 人の偉人（日本テレビ）
- 火曜ドラマゴールド“現代に甦った” 闇の死置人～あなたの怨み晴らします～「少年犯罪」（日本テレビ）
- 夕焼けヤンヤン（TVS）
- グッジョブ-Good job-（NHK）
- Dのゲキジョー（フジテレビ）
- キューティーハニーTHE LIVE（テレビ東京）
- フルスイング（NHK）
- お笑い図鑑 ハマヌキ 6月メインMC （TVK）
- ドラマ「帝王」（TBSテレビ）
- ルビコンの決断（テレビ東京、7月）
- アクトリーグ（フジテレビ、10月）
- レスキューファイヤー（テレビ東京）

### 舞台
※島根は自ら旗揚げした『しまぁ〜ん共和国』にて全作品の作・演出を担当していた。

#### しまぁ〜ん共和国代表作品

##### 本公演
2013年
『ブスの魔法使いと決め神様』&『しまぁ〜ん共和国LIVE』
2014年
『オールディーズの初恋地獄』&『しまぁ〜ん共和国LIVE』
『真夜中のダンシング弱虫』&『しまぁ〜ん共和国LIVE』
2015年
『オタクたちの低空非行』&『しまぁ〜ん共和国LIVE』
『ドメスティック初期微動』
2016年
『犯人は吉田だ！（仮）』
『秀樹のヒロイン』『悲劇のヒドイン』
2017年
『HOTEL 死界覚』
木曜ワイルド劇場『刺すペンっす！』
2018年
『鬼だけ殺っしアムッ！』

##### その他
2014年
『ファインド・ハント』
『共和国民的遊戯 〜やらん、やまん、ま〜きのっ♥〜』
2015年
『TEAM SHIMaaaN』
『ミュージシャン石川よしひろVSしまぁ〜ん共和国 真夏の大感謝祭！！』
2017年
『咲くは江戸にもその素質』
『ファインドハント２』〜笑いは我が命〜
2018年
コントライブ『40過ぎたよ！なんとなく集合！』

##### その他の外部舞台作品
2005年
『お〜い！竜馬‐青春篇‐』10月/東京芸術劇場小ホール
2007年
『Hard Luck CAFE』5月/中目黒ウッディーシアター
『ノーブラ』5月/BEACH　V
『Yojiros』7月/シアターVアカサカ
2008年
『お〜い！竜馬』8月/シアターサンモール
2009年
6月10日〜14日 萬劇場 原案・演出・出演『かみひとえ』
2010年
第11回ナルペクト公演『チアローダー！』
第12回ナルペクト公演『ラブチャペル』
9月16日〜18日、20日『たましい屋さん』作
2011年
4月13日〜15日 『BENKEI』
4月29日〜5月5日　劇団・たいしゅう小説家・企画ユニット『COMEDY TRAIN』
MINI PLAY『「サダオのサダメ」　〜ベイビ-ドン・クライ〜』
5月14日祝・ツインカム解散10周年コントライブ島根さだよしと不愉快な仲間達！『 B E T A 』
5月14日　トークライブ『銀座七丁目劇場芸人のその後』
10月5日〜10日　劇団・たいしゅう小説家『新鮮な新撰組』萬劇場　初・作・演出
12月15日〜18日　『エンジール』作・演出
2012年
1月15日　空間リバティー　『ツインカム単独ライブ』
2月28日〜3月4日　劇地下リバティー『エンジール』作・演出
2月28日〜3月4日　キンケロシアター『テネシーワルツ』作・演出
3月26日〜4月8日　赤坂REDシアター・梅田HEPホール『盗聴少年』出演　山田ジャパン
6月12日〜17日　千本桜ホール『死界覚』作・演出
8月3日〜12日　萬劇場『ドリームショー』作・演出　ai-kata本公演
9月4日〜9日　中目黒ウッディーシアター『エンジール』作・演出
11月21日〜25日　千本桜ホール『恋するガールズバー』作・演出
12月5日〜9日　APOCシアター『もう一度、もう二度と』主演
2013年
1月16日〜26日　サンモールスタジオ『お妊婦たちのララバイ』作・演出
4月3日〜14日　東京サンモールスタジオ・大阪ABCホール『モリス』作・演出　
5月15日〜19日　萬劇場　『ルカルカナイトフィーバー』作・演出
6月12日〜16日　シアターサンモールスタジオ『HEY！ポール！』出演　山田ジャパン
7月13日〜21日　サンモールスタジオ『エンジール』作・演出
10月23日〜30日　サンモールスタジオ『ブスの魔法使いと決め神様』　作・演出・出演　しまぁ～ん共和国
11月20日〜30日　ABCホール・渋谷伝承ホール『ブルーギルの計画』主演　山田ジャパン
2014年
3月21日　空間リバティー『ツインカム単独ライブ』
6月17日〜22日　サンモールスタジオ    『オールディーズの初恋地獄』　作・演出・出演
8月12日〜17日　小劇場B1　   『ファインド・ハント』　作・演出
10月7日〜13日　サンモールスタジオ    『真夜中のダンシング弱虫』　作・演出・出演
2015年
4月7日〜13日　下北沢 劇「小劇場」『オタクたちの低空非行』　作・演出
10月20日〜28日　下北沢 劇「小劇場」『ドメスティック初期微動』　作・演出
2016年
2月20日〜21日　下北沢シアターミネルヴァ『しばぁ〜い共和国』　作・演出
5月24日〜31日　池袋BOXinBOX『犯人は吉田だっ！（仮）』　作・演出

##### その他の構成・脚本・演出
- 「ヤクルトスワローズファン感謝デー」

### 映画
2002年
「VRESUS」サイドストーリー「NERVOUS」山口雄大監督
「発禁本カストリキネマ 赤い帽子の女」梶田征則監督
「湘南暴走族3」神野太監督
2003年　
「呪霊THE MOVE」村上賢司監督
2004年
「漫☆画太郎 SHOW ババァゾーン・ハデーヘンドリックス物語」山口雄大監督
「THE WHETHER?」廣田元章監督
「ミラーを拭く男」梶田征則監督
「ドナドナ～なぜか悲しい物語」マッコイ斎藤監督
「数珠は絡まる」廣田元章監督
「デカ節」津田寛治監督
2005年
「もうすぐ春」高下雅俊監督
「山手線デス・ゲーム」増本庄一郎監督
「indian summer」佐藤太監督
楳図かずおの恐怖劇場「プレゼント」山口雄大監督
「魁！クロマティ高校THE MOVIE」山口雄大監督
「まいっちんぐマチコビギニンズ」鈴木浩介監督
2007年
「バサラ人間」山田広野監督
2008年
「本当は怖い童謡2」長江俊和監督
2009年
「GOEMON」紀里谷和明監督
「真一文字 拳」 増本庄一郎監督
「新・呪恩」

### MC・ナレーション
2003年
「超VIP」ナレーション/CX
「MOVA!」　MC/TX
2004年
「大和芸人」MC/フジテレビ721
「鈴木タイムラー」リポーター/EX
2008年
「～なりあがり～」渋谷
「おねがいマスカット」ナレーション/テレビ東京系

### WEB
2006年
「愛ス～幸手 幸せ物語～」　ザ・ディレクター魂
「口ゲンカWorld Cup」ザ・ワークス
2009年
12月 DMM.com「フラジャイル大喜利」MC
2010年
「ギロチンガールズ」